# О-Парамо
О-Парамо (гал. O Páramo, ісп. Páramo) — муніципалітет в Іспанії, у складі автономної спільноти Галісія, у провінції Луго. Населення — 1686 осіб (2009).
Муніципалітет розташований на відстані близько 420 км на північний захід від Мадрида, 19 км на південь від Луго.
Муніципалітет складається з таких паррокій: Адай, Фріольфе, Гондраме, Гральяс, Москан, Нейра, Піньєйро, Реаскос, Рібас-де-Міньйо, А-Рібейра, Са, Сан-Вісенте-де-Гондраме, Санто-Андре-да-Рібейра, А-Торре, Вілафіс, Вілармостейро, Віласанте, Вілейріс.

## Демографія
Динаміка населення (INE ):

## Галерея зображень

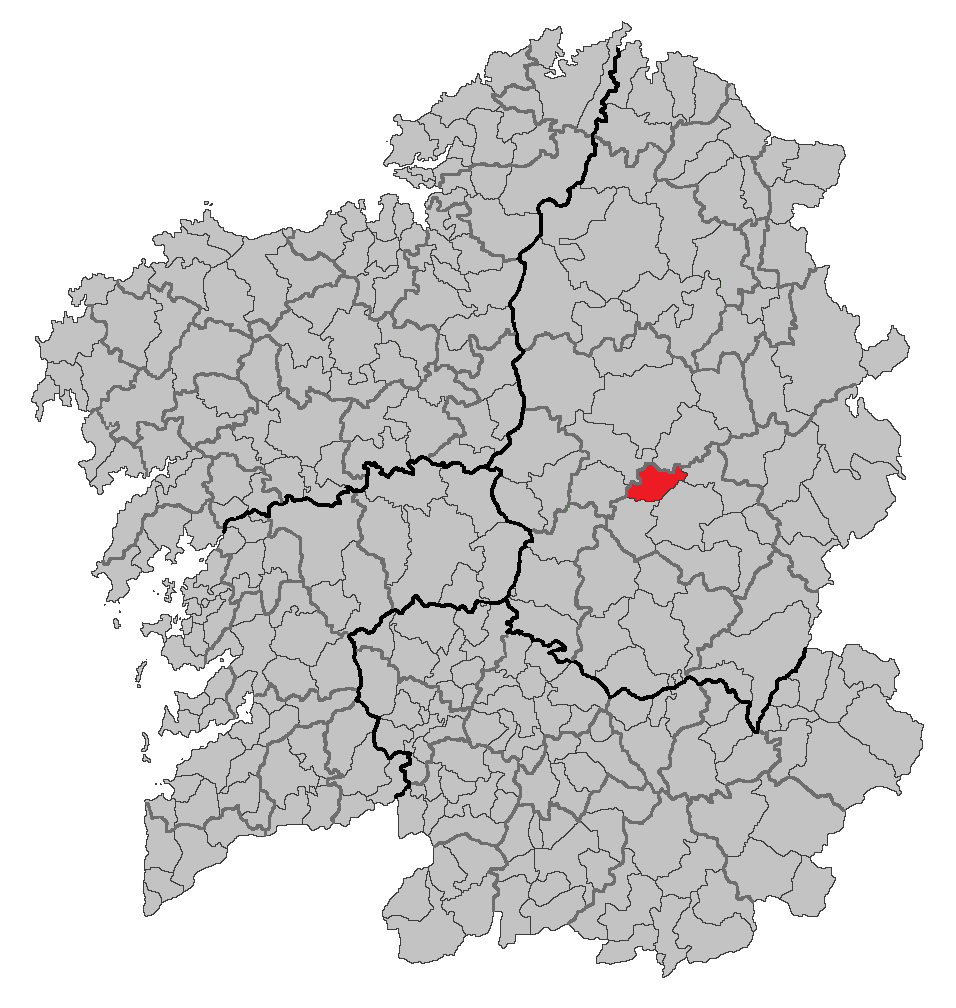
Розташування муніципалітету

## Парафії
Муніципалітет складається з таких парафій: 

## Релігія
О-Парамо входить до складу Лугоської діоцезії Католицької церкви.